# Rickard Sandler
Rickard Johannes Sandler (29 tháng 1 năm 1884 – 12 tháng 11 năm 1964) là chính trị gia Dân chủ Xã hội. Ông giữ chức
Bộ trưởng không bộ trong Chính phủ Thụy Điển từ 10 tháng 3 năm 1920 đến 30 tháng 6 năm 1920, Bộ trưởng Tài chính từ 1 tháng 7 năm 1920 đến 27 tháng 10 năm 1920, Bộ trưởng không bộ từ 13 tháng 10 năm 1921 đến 19 tháng 4 năm 1923, Bộ trưởng Thương mại từ 14 tháng 10 năm 1924 đến 24 tháng 1 năm 1925, Thủ tướng từ 24 tháng 1 năm 1925 đến 7 tháng 6 năm 1926, và Bộ trưởng Ngoại giao từ 24 tháng 9 năm 1932 đến 19 tháng 6 năm 1936 và một lần nữa từ 28 tháng 9 năm 1936 đến 13 tháng 12 năm 1939. Sandler là Thủ tướng duy nhất của Đảng Dân chủ Xã hội không giữu chức Chủ tịch đảng. Ông còn là Thủ tướng Thụy Điển trẻ thứ hai, khi ông đương chức lúc 41 tuổi.